# Pseudo Teófilo de Antioquía
El pseudo Teófilo de Antioquía es un autor perteneciente a la antigüedad clásica que escribía en latín. No se sabe casi nada de él pero se lo considera el autor del comentario a los cuatro evangelios atribuido en la tradición manuscrita a Teófilo de Antioquía o bien a Juan de Jerusalén. El comentario, originariamente escrito en latín, por su estilo y lengua debe ser de un autor de la Galia meridional, que escribe hacia finales del siglo V o comienzos del VI. Usa abundantemente los escritos de Jerónimo y, por el contenido, se deduce que conocía también el De consensu evangelistarum de Agustín, la Expositio de capitulis evangelorium de Máximo de Turín, las Formulae de Euquerio de Lyon y el Adversus nationes de Arnobio. El comentario era bien conocido por parte de Isidoro de Sevilla.
En la noticia sobre Teófilo, Jerónimo afirma haber “leído comentarios de Teófilo al evangelio y a los Proverbios de Salomón”, cuya autenticidad le parecía dudosa (Vir. ill. 25) y aclara en Ep 121, 6 que el primero era un comentario sinóptico de los cuatro evangelios.
Zahn creyó haber descubierto el Comentario a los evangelios en un comentario latino de los cuatro evangelios publicado por M. de la Bigne bajo el nombre de Teófilo en la Bibliotheca SS. Patrum (París1575) 169-129. Pero se ha averiguado que este comentario no es más que una compilación de Cipriano, Ambrosio, del Pseudo-Arnobio el Joven y Agustín, compuesta hacia fines del siglo V
Los comentarios publicados en París en el año de 1575 por Marguarin de La Bigne bajo el nombre de Théophile, que después son reproducidos por Otto, Theophili commetariorum in sacra quatuor Evvangelia libri quatuor en el Corpus Apolog. Zahn pensó que podía demostrar que este comentario era auténtico, o al menos que era una compilación, pero fue refutado por Harnack, estamos de acuerdo en ver en este comentario una compilación hacia finales del siglo V y que vendría desde el sur de Galia. Henri Quentin da razones para considerar a Juan de Jerusalén como el posible autor de estos comentarios.